# Gerhard Richter
Gerhard Richter (Dresden, 9 de fevereiro de 1932) é um pintor alemão.

## Vida
Gerhardt Richter cresceu sob o Nacional-Socialismo e viveu durante mais 16 anos debaixo do comunismo da Alemanha Oriental antes de se mudar para a Alemanha Ocidental, em 1961. Entre 1952 e 1957 estudou na Academia de Artes de Dresden, preparando uma nova fase na sua carreira no difícil meio artístico que se desenvolveu em Colónia e Düsseldorf na década de 1960. Mudou-se para Düsseldorf onde trabalhou como técnico de fotografia num laboratório. De 1961 a 1964, estudou na Staatliche Kunstakademie de Düsseldorf. Neste cenário descobriu o expressionismo abstracto e uma série de tendências avant-garde, formando laços de amizade com outros artistas da sua geração, como Sigmar Polke. Identificavam-se como artistas alemães pop, mas foram também, por um breve período, iniciadores de uma variante satírica do pop a que chamavam "realismo capitalista". Em 1962 iniciou pinturas que fundiam a iconografia jornalística e retratos de família com um realismo austero baseado na fotografia. Richter estabeleceu o seu percurso através de um enredo de "ismos" que prosperavam à sua volta. 
A primeira exposição individual de Richter foi realizada numa loja de móveis (Möbelhaus Berges), em Düsseldorf, em 1963. Nesta exposição o artista apresentou pela primeira vez o estilo fotografia-pintura, tendo utilizado fotografias de paisagens, retratos e naturezas-mortas como base para as suas pinturas. O artista esborratou as imagens ou objectos apresentados, afastando-se da pintura figurativa tradicional, de forma a diferenciar a pintura da fotografia. Em 1967, Richter ganhou o prémio de arte Junger Westen da cidade de Recklinghausen na Alemanha. Foi nesta altura que Richter começou a sua fase "construtivista" que incluiu trabalhos como Color Charts, Inpaitings, Gray Paintings e Forty-eight Portraits, assim como o trabalho com espelhos.
No início da década de 1970 evoluiu para uma pintura monocromática sóbria que evocava a corrente minimalista, mas com uma diferença significativa no que respeita ao objectivo e ao sentimento. No final da década de 1970 e início da década de 1980, as pinturas sobre tela de cores brilhantes e ousadamente delineadas sugeriam mas também diferiam da pintura pirotécnica neo-expressionista que estava então em voga. Em toda a sua carreira, Richter cultivou no seu trabalho um modo subtilmente romântico e aparentemente antimodernista.
Em 1988, Richter produziu um ciclo de 15 pinturas a preto e branco intituladas October 18, 1977, baseado em fotografias de imprensa sobre o grupo Baader-Meinhof - um bando de radicais alemães que morreram numa prisão de Estugarda naquela data em circunstâncias trágicas e altamente controversas. Este grupo de pinturas marca um ponto de viragem na carreira de Richter.
Não tão conhecidos mas não menos visualmente revolucionários são impressões (sobre papel fotográfico) e objectos que produz em edições de algumas centenas, dando àqueles que não têm acesso aos níveis elevados do mercado da arte a possibilidade de adquirir um trabalho de um dos mais notáveis artistas do século XX.
Sob todos os aspectos na sua arte, Richter assumiu uma distância céptica de vanguardistas e conservadores no que respeita ao que deveria ser a pintura, escolhendo, em vez disso, testar os limites do que ele como artista poderia criar fora das convenções formais e do legado ideológico contraditório. O resultado, paradoxalmente, tem sido a mais completa "desconstrução" dessas convenções e, ao mesmo tempo, um dos mais convincentes exemplos de renovada vitalidade na pintura dos finais do século XX e inícios do século XXI.
A produção artística de Gerhard Richter pode ser inserida em três categorias: figurativa, isto é, todas as pinturas são baseadas na fotografia ou na natureza; construtivista, trabalho mais teorético como tabelas de cor, painéis de vidro e espelhos; e abstracta, quase todo o trabalho realizado desde 1976 excepto naturezas-mortas e paisagens.
A variedade no seu trabalho não indica uma falta de interesse pela realidade mas uma grande confiança ao apresentar modelos diferentes de forma a transmitir isso mesmo. De facto, a começar pelo seu primeiro trabalho, Richter tem facilmente combinado, nas suas pinturas, tanto a figuração como a abstracção. Richter tem um corpo de trabalho importante no campo da pintura, mas fez também peças com vidros e espelhos além do seu Atlas, uma colecção de imagens fotográficas por ele recolhidas, sendo que muitas delas serviram de base para as suas pinturas foto-realistas.  
Em 1972, o trabalho de Richter foi escolhido para representar a Alemanha na Bienal de Veneza, onde apresentou o trabalho 48 Portraits. Nesse mesmo ano, participou na Documenta de Kassel na Alemanha, onde expôs novamente em 1977, 1982 (ganhou o Prémio Arnold Bode) e 1987. A sua primeira exposição retrospectiva aconteceu no Kunsthalle em Bremen de 1976, onde apresentou uma selecção de trabalhos realizados entre 1962 e 1974. Em 1988 teve a sua primeira exposição retrospectiva no EUA no Museu de Arte Contemporânea de Chicago (itinerou para Washington D.C. e São Francisco). 
Richter é professor na Staatliche Kunstakademie de Düsseldorf desde 1971. Em 1983, o artista mudou-se para Colónia, onde reside.
Em 2009, a sua obra Claudius, avaliada em R$ 3,6 milhões, foi apreendida pela Receita Federal do Brasil no Aeroporto Internacional de Viracopos em Campinas, São Paulo, devido a entrada no país com documentos falsos. Em 27 de abril de 2010 foi doada ao Instituto Nacional de Patrimônio Histórico e Artístico Nacional (Iphan) e permaneceu em depósito no Museu de Arte Contemporânea da USP (MAC USP). A obra foi doada ao MAC USP em abril de 2020.

## Abstraktes Bild
Uma pintura, óleo em tela, de 1994, intitulada "Abstraktes Bild" foi leiloada, em Outubro de 2012 em Londres, pela leiloeira Sotheby's, por 26,4 milhões de euros, batendo recordes de venda para um artista vivo.
A obra pertencia à coleção privada do músico Eric Clapton e foi comprada por um anónimo, ao fim de uma renhida disputa entre dois candidatos.